# Christian Løvenfeldt
Christian Friederichsen Løvenfeldt (født 23. november 1803 i Moldenit ved Slesvig by, død 29. august 1866 i København) var en dansk officer og kammerherre, far til Friedrich Løvenfeldt.
Han var søn af prins Frederik af Hessen og dennes elskerinde Johanne Jansen. Kadet Christian Friederichsen gjorde karriere i Hæren og endte som kammerherre, major, Ridder af Dannebrog og Dannebrogsmand. Han blev ved patent af 23. oktober 1819 med anciennitet fra 11. juli 1815 optaget i den danske adelsstand med navnet Løvenfeldt.
Han blev gift 20. september 1836 i Rendsborg med Camilla Adelaide Glahn (28. april 1816 i København – 3. februar 1902 sammesteds), datter af generalmajor Marcus Glahn og Karen Johanne Laurentze født Schiøth. Børn:
- Frederikke Løvenfeldt (1838-1907)
- Friedrich Løvenfeldt (16. marts 1841- 28. februar 1913)
- Camilla Løvenfeldt (1. Marts 1843 - 1. juni 1844)
- Christian Gustav Løvenfeldt (1846-1934), forstkandidat
- En unavngivet pige, født og død 1849
- Corinna Løvenfeldt (11. juni 1853 på Frederiksberg – 19. februar 1944 i København), gift med professor Carl Reisz.